# Telesis Tower
Telesis Tower – wieżowiec w San Francisco w USA. Pomimo swojego adresu nie stoi on przy ulicy Montgomery. Umiejscowiony jest w północno-wschodnim narożniku ulic Post i Kearny. Budynek ten został zaprojektowany przez firmę Skidmore, Owings & Merrill. Jego budowa zakończyła się w 1982 roku. Ma 152,4 metrów wysokości i 38 pięter. Wykorzystywany jest jako biurowiec. Jest połączony z McKesson Plaza przez Crocker Galleria. Wcześniej w tym miejscu stał 8-piętrowy budynek 68 Post Street. Zanim budynek ten został przejęty przez AT&T, należał do Pacific Telesis.